# Hiroyuki Sakaguchi
Hiroyuki Sakaguchi, född den 2 augusti 1965, är en japansk idrottare som tog brons i baseboll vid olympiska sommarspelen 1992 i Barcelona.